# San Felipe de Jesús (kommun)
San Felipe de Jesús är en kommun i Mexiko.   Den ligger i delstaten Sonora, i den nordvästra delen av landet, 1 600 km nordväst om huvudstaden Mexico City. Antalet invånare är 392.